# Duguetia quitarensis
Duguetia quitarensis là loài thực vật có hoa thuộc họ Na. Loài này được Benth. mô tả khoa học đầu tiên năm 1843.